# 藍點九棘日鱸
藍點九棘日鱸為輻鰭魚綱鱸形目鱸亞目太陽魚科的其中一種，分布於北美洲美國紐約州南部至佛羅里達州南部的淡水流域，體長可達9.5公分，棲息在有植被生長、沙泥底質的湖泊、沼澤、池塘等，屬肉食性。

## 擴展閱讀
維基物種上的相關：藍點九棘日鱸